# Шраддха

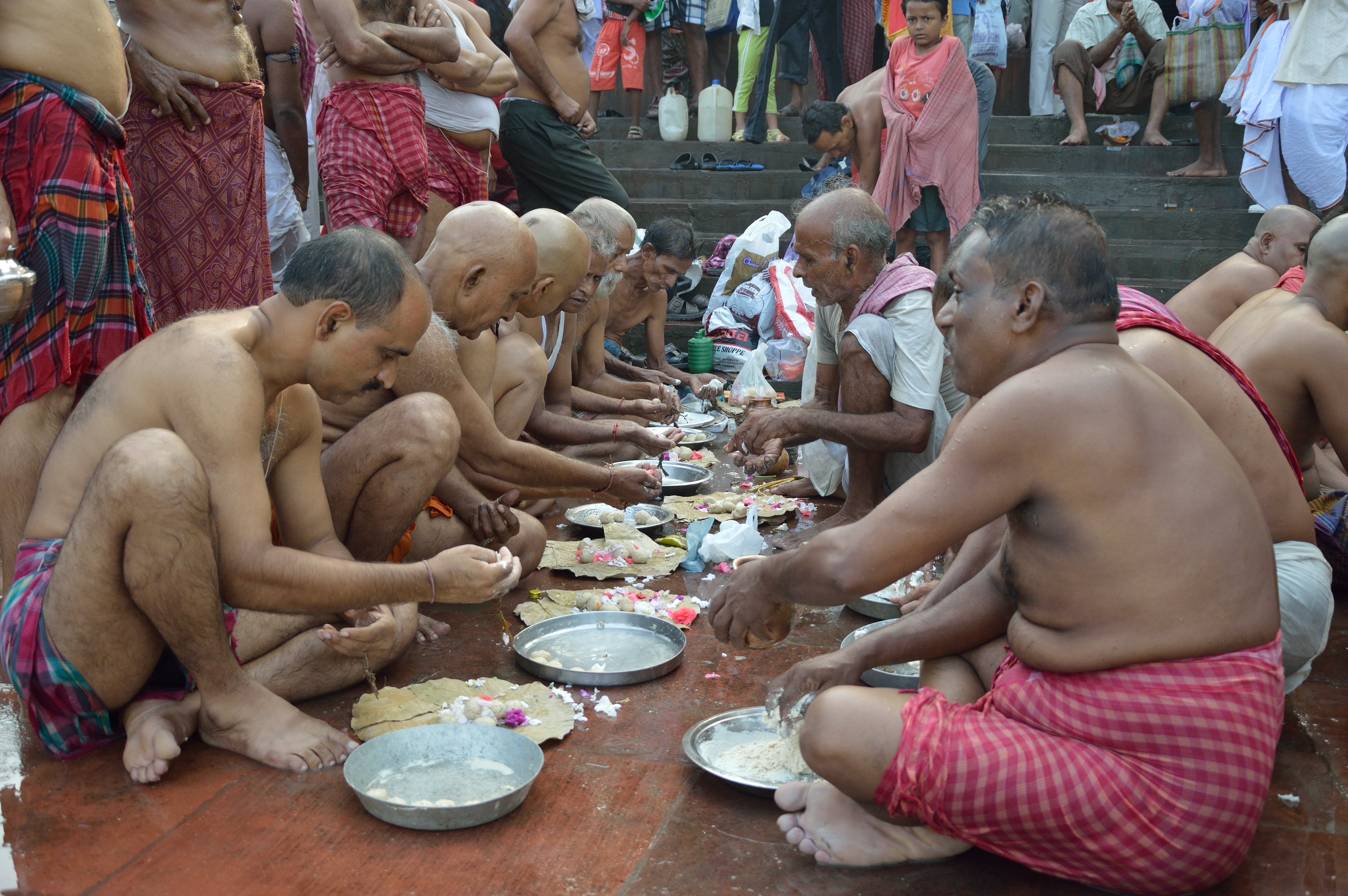
Массовое совершение ритуала пинда прадаана (предложение рисовых шариков усопшим) в завершение Питри-пакша

Шра́ддха (IAST: Śrāddha) — религиозный обряд в индуизме, проводимый в честь умершего предка и являющийся неотъемлемой частью культа предков. Является религиозной и социальной обязанностью всех индуистов мужского пола за исключением санньясинов и некоторых садху. Именно из-за шраддхи в Индии придаётся такое большое значение мужскому потомству, которое делает возможным проведение ритуала.
Обряд может проводиться по умершему отцу, деду, прадеду, а также по матери, бабушке и прабабушке. Основной целью шраддхи является защита и поддержка душ умерших предков в тонком мире, до того, как они снова реинкарнируются на Земле. Согласно традиции, шраддха должна быть проведена в период с 11 по 31 день после смерти родственника. Время проведения зависит от кастовой принадлежности и других факторов. Шраддха, проводимая в первую годовщину смерти, делает возможным для умершего родственника попасть в общество умерших предков (питри). Проводя шраддху, индуисты выражают благодарность своим родителям и предкам за помощь, оказанную им в жизни. Шраддху также можно считать днём памятования.